# Arianna Huffington

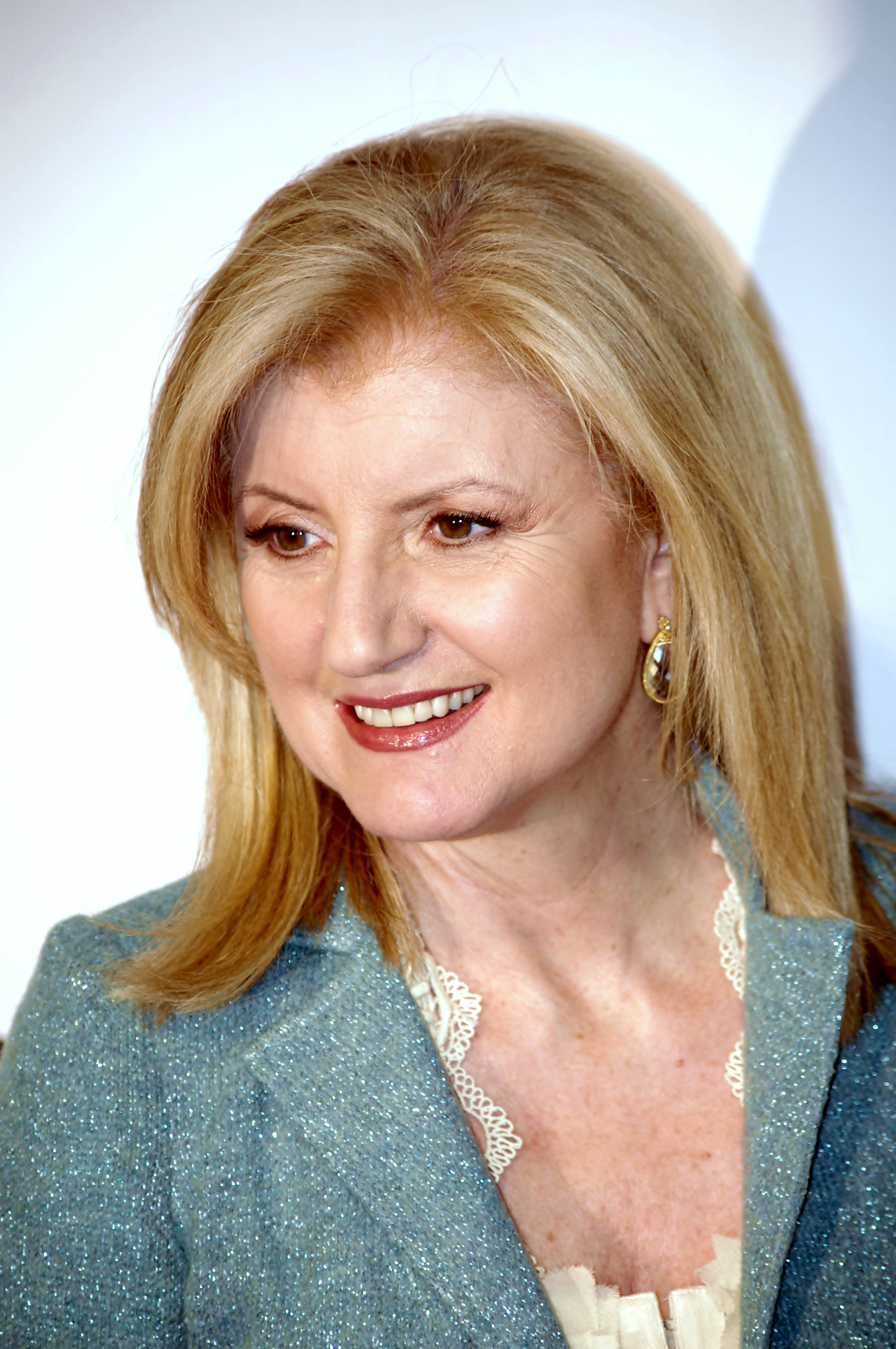
Arianna Huffington (2011)

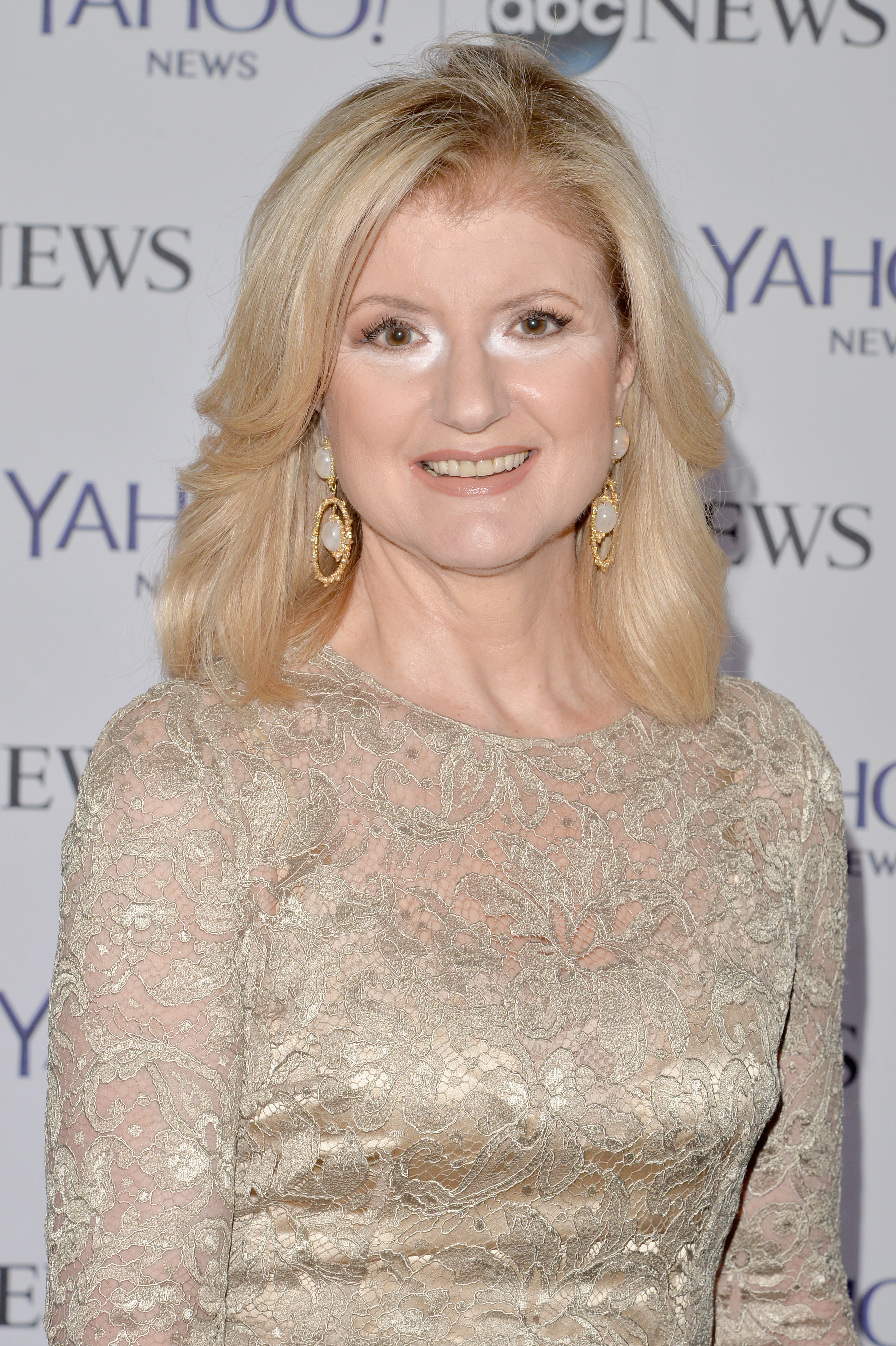
Arianna Huffington (2014)

Arianna Huffington (Geburtsname:griechisch Αριάννα Στασινοπούλου, Arianna Stasinopoulou; * 15. Juli 1950 in Athen) ist eine US-amerikanische Sachbuchautorin und Journalistin griechischer Herkunft. Sie ist Mitbegründerin und war bis 2016 Chefredakteurin der Online-Zeitung The Huffington Post. Aufgrund ihres Einflusses als politische Blog-Autorin wurde sie 2008 als „Citizen Huff“ und „die Königin der Blogger“ bezeichnet.

## Leben
Ihre Mutter trennte sich von ihrem Vater, einem Zeitungsverleger, wegen dessen Untreue, als Arianna elf Jahre alt war. 1969 zog sie nach England, um am Girton College der University of Cambridge zu studieren, für das sie ein Stipendium gewonnen hatte. Mit 21 Jahren wurde sie Präsidentin der Debattiergesellschaft Cambridge Union; ihr Studium der Ökonomie beendete sie als Master. 1971 lernte sie als Teilnehmerin einer Fernseh-Quizsendung den damals doppelt so alten Journalisten Bernard Levin kennen. Arianna Stassinopoulos zog zu ihm nach London. Nachdem die Beziehung zerbrochen war, zog sie 1980 nach New York City. In den 1980er Jahren verfasste sie Biographien über Maria Callas und Pablo Picasso.
1986 heiratete sie Michael Huffington, einen Öl-Millionär, Filmproduzenten und republikanischen Politiker. Die Ehe, aus der zwei Töchter hervorgingen, wurde 1997 geschieden, ein Jahr bevor Michael Huffington sich als bisexuell outete.
Ende der 1990er Jahre veränderten sich ihre politischen Positionen. Huffington sagt von sich, sie sei eine „ehemalige Rechte, die sich zu einer progressiven und mitfühlenden Populistin entwickelt“ habe („former Right-winger who has evolved into a compassionate and progressive populist“). 2003 trat sie in Kalifornien als unabhängige Kandidatin beim Recall von Gouverneur Gray Davis an mit der Parole „The Hybrid versus the Hummer“, womit sie auf die Vorliebe des letztlich siegreichen Arnold Schwarzenegger für Sport Utility Vehicles anspielte. Sie zog sich eine Woche vor der Wahl zurück und rief die Wähler auf, gegen den Recall zu stimmen; mit 0,55 % erhielt sie das fünftbeste Ergebnis.
Im Präsidentschaftswahlkampf 2004 erklärte sie in der Daily Show ihre Unterstützung für John Kerry.
2006, ein Jahr nachdem sie zusammen mit Kenneth Lerer die Huffington Post gegründet hatte, setzte das Magazin Time Huffington auf die Liste der 100 einflussreichsten Personen. 2007 bis 2008 erschien eine Auswahl ihrer Kolumnen in deutscher Übersetzung auf der Website von Focus.  2008 erschienen ihre Beiträge in Form einer eigenen Kolumne in der Zeitschrift Focus.
2010 hatte sie einen Auftritt in der Serie How I Met Your Mother, in Folge 22 der fünften Staffel, in der sie sich selbst spielte. Im selben Jahr spielte Huffington in Folge 6 der neunten Staffel der amerikanischen Zeichentrickserie Family Guy ebenfalls sich selbst.
2011 verkaufte sie die Huffington Post für 315 Mio. US-Dollar an AOL.
Im August 2016, ein Jahr nach dem Kauf von AOL durch Verizon, verließ sie die Huffington Post, um sich auf ihr eigenes Unternehmen Thrive Global zu konzentrieren. Seit April 2016 ist sie im Board of Directors von Uber vertreten.
Arianna Huffington lebt mit ihrer Schwester und ihren beiden Töchtern in Brentwood, einem Stadtteil von Los Angeles.

## Kritik
Huffington wurde 1981 für ihr Buch Maria Callas des Plagiats beschuldigt; die Ansprüche wurden außergerichtlich im selben Jahr beigelegt. Nach Angaben des Callas-Biographen Gerald Fitzgerald sei eine niedrige fünfstellige Summe gezahlt worden (in the low five figures).
Lydia Gasman, Professor für Kunstgeschichte an der University of Virginia, behauptet, dass Huffingtons Picasso-Biographie von 1988 (Picasso: Schöpfer und Zerstörer) Themen behandelt, die denen in ihrer unveröffentlichten vierbändigen Doktorarbeit ähneln. „Sie hat mir zwanzig Jahre meiner Arbeit gestohlen“, sagte Gasman im Jahr 1994 (“What she did was steal twenty years of my work”). Gasman verklagte Huffington jedoch nicht. Maureen Orth berichtete ebenfalls, dass Huffington sich stark bei ihrem 1993 erschienenen Buch Die Götter Griechenlands bedient habe (borrowed heavily).
Die Picasso-Biografie beruht nach Aussage der Autorin auf Literaturstudium, Interviews mit allen Menschen, die ihn kannten und derer die Autorin habhaft werden konnte, insbesondere mit Picassos ehemaliger Lebensgefährtin Françoise Gilot, sowie dem Besuch einiger Museen und Ausstellungen. Die Autorin legt den Schwerpunkt auf Picassos Beziehungen zu seinen Frauen und beschäftigt sich weniger mit seinem Werk und dessen Bedeutung. Die Biografie gilt daher als unausgewogen; sie reite, so die Kritik, ausführlich auf seinen Schwächen herum und solidarisiere sich vornehmlich mit Picassos Frauen. Die Ansicht der Autorin, Picasso könne nicht den Rang eines Jahrhundertkünstlers beanspruchen, provozierte den Widerspruch seiner Anhänger. Sein Enkel Olivier Widmaier Picasso behauptet in seiner Picasso-Biografie, die Autorin habe auf der Suche nach Sensationen sogar die Wahrheit verfälscht, um das Andenken seines Großvaters zu beschmutzen. Dabei bezieht er sich auf die Vermutung homosexueller Aktivität zumindest in der Jugend, die die Autorin allerdings lediglich mit einer Zeichnung und ungesicherten Äußerungen begründen kann.

## Verfilmung
Der Film Mein Mann Picasso sollte zunächst nach der Biografie von Françoise Gilot gedreht werden; diese zog ihre Zustimmung jedoch zurück. Daraufhin wurde die Biografie von Huffington zugrunde gelegt, die bezüglich dieser Zeit ihrerseits im Wesentlichen auf der Biografie von Gilot und Gesprächen mit ihr beruht.

## Veröffentlichungen
- The Female Woman. 1974.
  - Die weibliche Frau. Piper, München/Zürich 1974, ISBN 3-492-02084-4.
- After Reason. 1978.
- Maria: Beyond the Callas Legend. 1980.
  - Die Callas. Hoffmann und Campe, Hamburg 1981, ISBN 3-455-07380-8; Knaur, München 1983, ISBN 3-426-02315-6.
- The Gods of Greece. 1983.
- Picasso: Creator and Destroyer. 1988.
  - Picasso. Genie und Gewalt – ein Leben. Droemer Knaur, München 1988, ISBN 3-426-26399-8; ebd. 1991, ISBN 3-426-02440-3; Hugendubel, Kreuzlingen/München 2006, ISBN 3-7205-2858-8.
- The Fourth Instinct. 1994.
- Greetings from the Lincoln Bedroom. 1998.
- How to Overthrow the Government. 2000.
- Pigs at the Trough: How Corporate Greed and Political Corruption are Undermining America. 2003.
- Fanatics and Fools: The Game Plan for Winning Back America. 2004.
- On Becoming Fearless… in Love, Work and Life. 2007.
- Right Is Wrong: How the Lunatic Fringe Hijacked America, Shredded the Constitution, and Made Us All Less Safe. 2008.
- Third World America. 2010.
- Thrive: The Third Metric to Redefing Success and Creating a Life of Well-Being, Wisdom, and Wonder. 2014, ISBN 978-0-8041-4125-3.
  - deutsch von Dagmar Mallet: Die Neuerfindung des Erfolgs. Weisheit, Staunen, Großzügigkeit. Was uns wirklich weiterbringt. Riemann, München 2014, ISBN 978-3-570-50173-3.